# Cantonul Valais
Valais (germană:  Wallis (ajutor·info)) este unul dintre cele 26 cantoane ale Elveției, în partea sud-vestică a țării, în Alpii Penini, în jurul văii râului Ron, de la izvoare la Lacul Geneva.

## Geografie

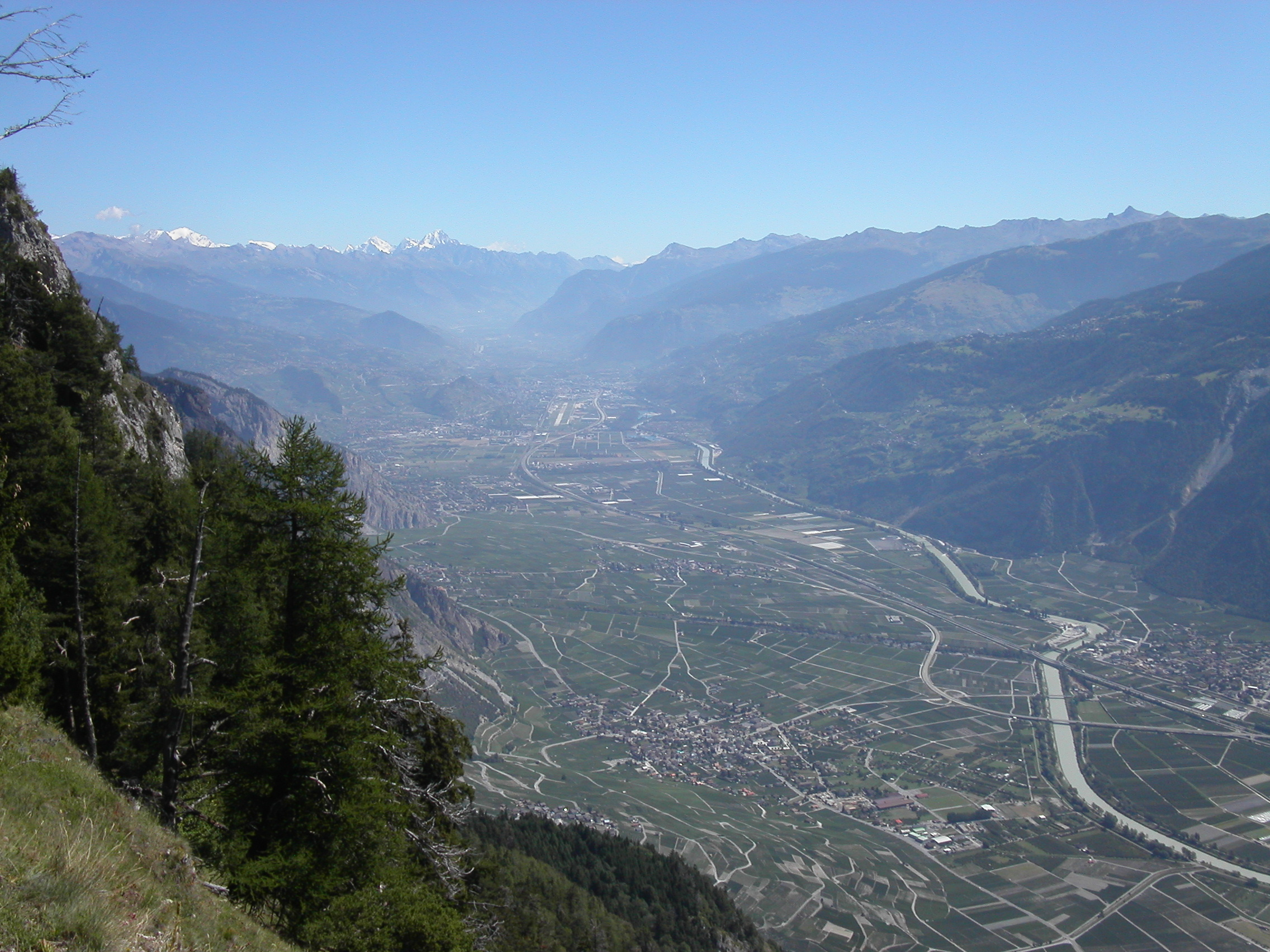
Vedere către est, de pe înălţimile Ovronnaz

Cantonul Valais face parte din cele 26 de cantoane ale Elveției și este situat în partea de S-V a Elveției, în jurul văii râului Ron de la izvoare la lacul Geneva, separând Alpii Pennini de Alpii Bernezi având coordonatele geografice 46°4′N 7°36′E.
Cantonul Valais se învecineaza la sud cu Italia, iar la sud-vest cu Franța. În partea de nord se  învecineaza cu cantoanele Vaud și Berna, iar la est cu cantoanele Uri și Ticino. Cu capitala la Sion  și având o suprafața de 5.224 kmp, acest canton se situează pe locul 3 după cantoanele Graubünden (7.105 kmp) și Berna (5.959 kmp), dar situarea lui în zona celor mai înalte piscuri ale Elveției - toate peste 4.000 m - face din acest canton cel mai căutat de turiști. Fiind o zonă foarte muntoasă, accesul in zonă se face cel mai ușor prin partea de V-NV dinspre cantonul Vaud și Franța, aici existând și o autostradă ce face legătura cu Geneva, Berna și Franța. Din toate celelalte direcții accesul se face prin unul sau mai multe pasuri, toate însă la altitudini ce depasesc 2.000 m. Astfel, dinspre Italia accesul se face prin pasul Simplon la o altitudine de 2.006 m, dinspre cantonul Ticino prin pasul Nufenen, la o altitudine de 2.478 m, dinspre cantonul Uri prin pasul Furka la 2.484 m și prin pasul Grimdal la 2.165 m. Pe lângă aceste pasuri mai există și alte căi de acces in zonă: prin Tunelul Grand St-Bernard și  Tunelul Simplon - dinspre Italia, precum și tunelurile căii ferate Lotschberg, ce leagă Valais de cantonul Berna, și Furka, ce face joncțiunea cu cantonul Uri. Bine înțeles există și posibilitatea, extremă de altfel, de a traversa pe culmile munților, însă această cale de acces este destinată doar alpinistilor profesioniști.
Valea Ronului, largă, glaciară, domină zona. Mai există și numeroase văi laterale care pornesc de la valea principală. Acestea variază de la văi înguste și îndepărtate la cele relativ populate și circulate. Cincizeci dintre piscurile montane depășesc 4.000 m, și există și numeroși ghețari.
Ronul drenează valea principală de la est la vest până la Martigny, apoi în unghi drept până la gura de vărsare în Lacul Geneva. După micul orășel Saint-Maurice, malul nordic al râului ține de Cantonul Vaud. Valea principală este mărginită de Alpii Bernezi în nord și de Alpii Penini în sud. Numai jumătate din suprafața totală este considerată productivă.

### Văi

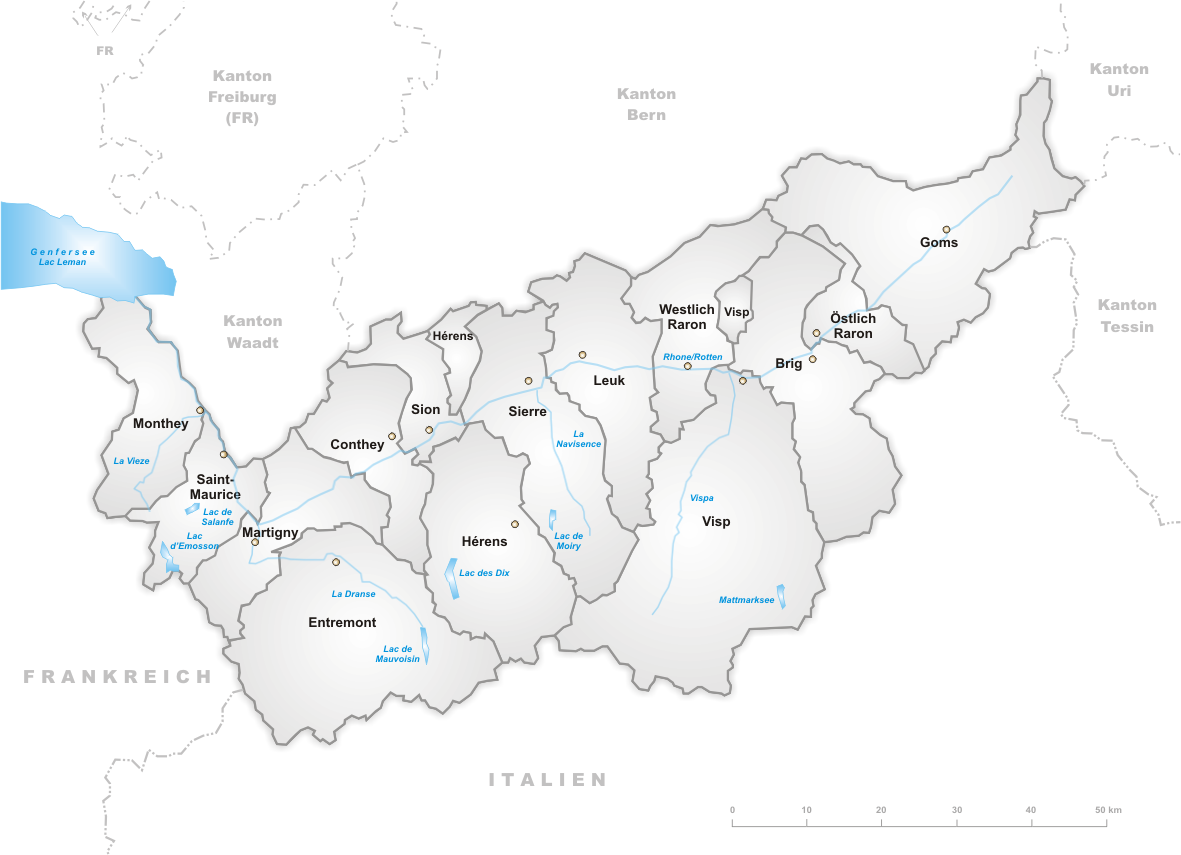
Districtele din cantonul Valais (Wallis)

- la nord de râul Ron
  - Fieschertal
  - Lötschental
  - Dalatal (Leukerbad)
- La sud de râul Ron:
  - Binntal
  - Saastal
  - Mattertal
  - Val d'Anniviers
  - Val d'Hérens
  - Val de Nendaz
  - Val de Bagnes
  - Val d'Entremont
  - Val d'Illiez

## Districtele din cantonul Valais (Wallis)
- Districtul Goms (fr. Conches) cu capitala Münster
- Districtul Raron de Est (fr. Rarogne oriental) cu capitala Mörel
- Districtul Brig (fr. Brigue) cu capitala Brig-Glis
- Districtul Visp (fr. Viège) cu capitala Visp
- Districtul Raron de Vest (fr. Rarogne occidental) cu capitala Raron
- Districtul Leuk (fr. Loèche) cu capitala Leuk
- Districtul de Sierre (dt. Siders) cu capitala Sierre
- Districtul de Sion (dt. Sitten) cu capitala Sion
- Districtul de Conthey (dt. Gundis) cu capitala Conthey
- Districtul d'Hérens (dt. Ering) cu capitala Evolène
- Districtul d'Entremont cu capitala Bagnes
- Districtul Martigny (dt. Martinach) cu capitala Martigny
- Districtul Saint-Maurice cu capitala Saint-Maurice
- Districtul Monthey cu capitala Monthey

Vezi și: Districte din Elveția

## Istorie
Romanii numeau această zonă Vallis Poenina ("Valea superioară a Ronului"). Începând cu 888, teritoriul face parte din regatul Burgundiei.
Regele Rudolf al III-lea al Burgundiei a cedat zona episcopului de Sion în 999, oferindu-i și titlul de conte de Valais. Conții-episcopi au dus apoi o lungă luptă pentru a evita cucerirea lor de către ducii de Savoia, astfel că istoria medievală a Valaisului este legată total de aceea a diocezei de Sion.
Valais a rezistat reformei protestante, rămânând credincios bisericii romano-catolice. La 12 martie, 1529, Valais a devenit un membru asociat (Zugewandter Ort) al Confederației Elvețiene. În 1628 Valais a devenit oficial republică, sub numele de République des Sept Dizains/Republik der Sieben Zehenden sub autoritatea prințului-episcop al Sionului și al bailli. Episcopul a rămas la putere până în 1798 când trupele lui Napoleon au invadat Valais și au declarat o République du Valais revoluționară, (16 martie) care a fost repede încorporată (1 mai) în Republica elvețiană până în 1802 când a devenit Republica Rodanică independentă. În 1810 Republica Rodanică a fost anexată de Franța napoleonică sub numele de departamentul Simplon. Independența a fost recâștigată în 1813, iar la 4 august 1815 Valais a intrat în sfârșit în Confederația elvețiană ca un canton de sine stătător. În 1845 Valais s-a alăturat ligii separatiste catolice (Sonderbund), dar a ales să nu lupte împotriva trupelor confederației în 1847 și s-a supus forțelor federale.

## Economie
Producția de vinuri și turismul sunt cele mai importante activități din canton. Vârful Matterhorn din apropiere de Zermatt este una dintre cele mai mari atracții turistice din munții elvețieni, însă alte zone montane ale cantonului sunt de asemenea populare.
În afară de turism, agricultura este de asemenea importantă, în special creșterea vitelor în munți și industria lactatelor în zonele mai joase. Industria viticolă a cantonului este cea mai mare din Elveția. Tot aici se găsesc și numeroase livezi.
Cel mai înalt baraj gravitațional din lume se află la Grande Dixence. Centralele hidroelectrice din acest canton furnizează circa un sfert din totalul producției de electricitate a Elveției.
În apropiere de Visp se găsește o fabrică de aluminiu. Aici, precum și la Sierre, sunt produse și alte produse chimice și metalurgice. O rafinărie se găsește de asemenea în canton.

## Transport
Un mic aeroport se găsește la Sion, însă principalele mijloace de transport rămân cel rutier și feroviar. Ambele rețele sunt bine puse la punct și beneficiază de pe urma turiștilor. Două tunele importante de cale ferată sunt Tunelul Simplon și Tunelul Lötschberg. Există de asemenea un tunel rutier prin Marele Saint-Bernard.
Pentru facilitarea turismului au fost construite numeroase căi ferate montane și telecabine în munți.

## Demografie
Valais este predominant francofon, în proporție de două treimi. Partea estică a cantonului este însă mai ales germanofonă.
Întregul teritoriu este puțin populat. Cele mai mari orașe sunt capitala Sion (Sitten), Sierre și Visp. Nu se află niciun oraș important aici. Peste 90% din populațe este romano-catolică.